# سمان الغابة التاكاركوني
سمان الغابة التاكاركوني (الاسم العلمي: Odontophorus dialeucos) (بالإنجليزية: Tacarcuna Wood-quail)‏ هو نوع من الطيور يتبع جنس سمان الغابة من فصيلة سمان العالم الجديد.